# Indisk hökgök
Indisk hökgök (Hierococcyx varius) är en fågel i familjen gökar inom ordningen gökfåglar. Som namnet avslöjar förekommer den i Sydasien, men har även påträffats i Oman. Liksom många andra gökar är den boparasit. Beståndet anses vara livskraftigt.

## Utseende och läte
Indisk hökgök är med en kroppslängd på 34 centimeter en medelstor gök, grå ovan, roströd på bröstet och med bandad stjärt. Jämfört med liknande  större hökgök (H. sparveroides) är den mindre, ovansidan snarare grå än brun, det roströda på bröstet mer utbrett, mindre tydligt bandad under och med smalare bandningar på stjärten. Ungfågeln har även den smal stjärtbandning och fläckat bröst (bred stjärtbandning och bandat bröst hos större hökgök). Fågeln trivs i öppet skogslandskap.
Lätet är mycket karakteristiskt, en gäll och hög trestavig ramsa i serier om fyra till sex, allt ljusare och högljuddare. Vid fullmåne kan den även höras nattetid. I engelsk litteratur återges det som "wee-piwhit" eller "brain fé-ver", vilket gett upphov till dess engelska folkliga namn Brainfever Bird. Från honan hörs drillande skrin.

## Utbredning och systematik
Indisk hökgök delas upp i två underarter med följande utbredning:
- Hierococcyx varius varius – Indien till Nepal, Bangladesh och Myanmar
- Hierococcyx varius ciceliae – Sri Lanka

Den har även påträffats tillfälligt i Thailand samt vid två tillfällen, 18 november 1988 och 13 januari 2010, i Oman.

### Släktskap
Arten har liksom övriga hökgökar i Hierococcyx tidigare placerats i släktet Cuculus.

## Levnadssätt
Indisk hökgök hittas i olika typer av öppna skogar, men även trädgårdar och trädodlingar, både i låglänta områden och lägre bergstrakter, i Nepal under 1000 meters höjd. Födan består av insekter, men även ödlor och frukt och bär.

### Häckning
Indiska hökgöken häckar mellan mars och juli, i Sri Lanka januari–april. Den är en boparasit som lägger sina ägg i andra fåglars bon, exempelvis indisk skriktrast (Argya striata) och olika arter av fnittertrastar.

## Status och hot
Arten har ett stort utbredningsområde, men tros minska i antal, dock inte tillräckligt kraftigt för att den ska betraktas som hotad. Internationella naturvårdsunionen IUCN listar arten som livskraftig (LC).  Världspopulationen har inte uppskattats men den beskrivs som vanlig i större delen av utbredningsområdet, dock mer sällsynt på Sri Lanka.